# Xavi Rey
Xavier Rey Sanuy, detto Xavi (Barcellona, 13 luglio 1987), è un cestista spagnolo.

## Carriera
Con la Spagna ha disputato i Campionati europei del 2013.